# Sigriswil
Sigriswil é uma comuna da Suíça, no Cantão Berna, com cerca de 4.382 habitantes. Estende-se por uma área de 55,43 km², de densidade populacional de 79 hab/km². Confina com as seguintes comunas: Beatenberg, Heiligenschwendi, Horrenbach-Buchen, Krattigen, Leissigen, Oberhofen am Thunersee, Spiez, Teuffenthal.
A língua oficial nesta comuna é o Alemão.

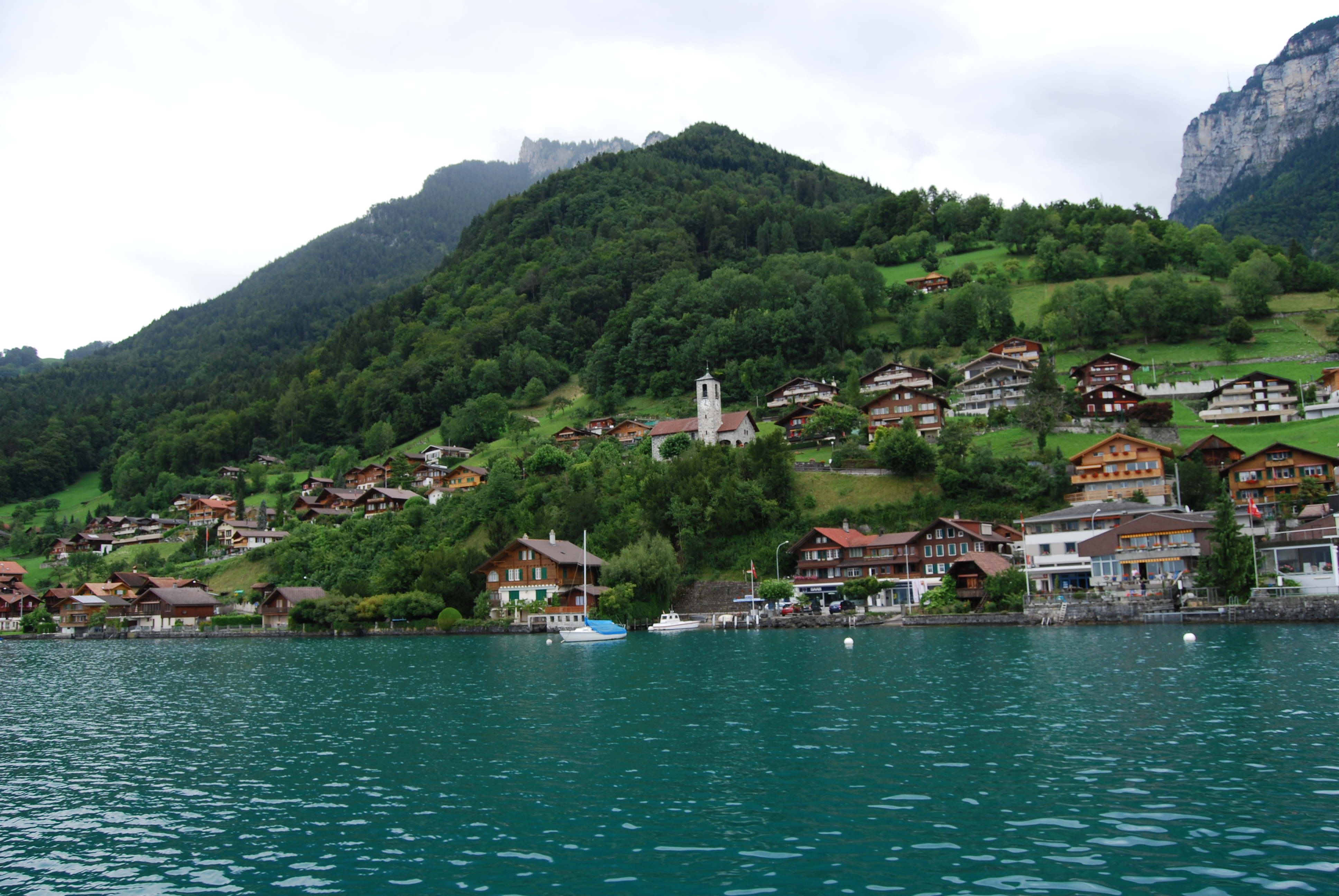
Merligen (Sigriswil).